# رست (لعبة فيديو)
رست (بالإنجليزية: Rust)‏، هي لعبة فيديو جماعية، من تطوير ونشر فيس بونش ستوديوز البريطانية، صدرت اللعبة يوم 8 فبراير 2018، وهي لعبة من نوع البقاء وأكشن مغامرات، تعمل اللعبة لمنصات ماك أو إس، مايكروسوفت ويندوز ولينكس.

## طريقة اللعبة
يعتمد شخصية بطل اللعبة بالبقاء على قيد الحياة في منطقة نائية، فيحتاج لبناء الكوخ بطرق بدائية، وصيد الحيوانات للحصول على اللحوم والاعتماد على النفس.

## الموقع الخارجي
- الموقع الرسمي
 (الإنكليزية)